# Omphalodes nitida
Omphalodes nitida es una especie de planta perenne perteneciente a la familia de las boragináceas.

## Descripción
Es una hierba que alcanza un tamaño de hasta de 80 cm de altura, perenne, rizomatosa, esparcidamente setosa, con indumento formado por pelos rígidos en el envés de las hojas, pedicelos y cálices, ± verdosa. Tallos erectos, ramificados. Hojas agudas o acuminadas, con margen ciliado; las inferiores hasta de 33 × 3,2 cm, oblanceoladas; las medias y superiores hasta de 15 × 2,3 cm, lanceoladas. Inflorescencia con pocas cimas, hasta de 60 cm en la fructificación. Flores ebracteadas o la inferior de cada cima bracteada; brácteas lanceoladas, semejantes a las hojas superiores; pedicelos en flor hasta de 16 mm, en fruto hasta de 40 mm, de patentes a deflexos. Cáliz en flor de 2,7-4,3 mm, densamente peloso por ambas caras, en fruto de 5,5-8,5 mm; lóbulos en flor de 1-1,7 mm de anchura, ± lanceolados, en fruto de 2,2-3,4 mm de anchura, anchamente lanceolados. Corola de 7-12 mm de diámetro, azul; tubo c. 2 mm, pardo; garganta con escamas de c. 1 mm, oblongas; lóbulos (2,5)3-4 × 3-4,5 mm, oblongos. Estambres insertos a la misma altura, en la parte superior del tubo de la corola; anteras 0,9-1 mm, amarillentas. Ovario con el estilo más corto que el tubo de la corola. Núculas 2,3-3,3 × (1,5)1,9-2,7 mm, cilíndrico- truncadas, ± seríceas, de un pardo claro a pardas, con el margen alado de la cara dorsal plano, incurvo y regularmente lobado.

## Distribución y hábitat
Se encuentra en praderas y taludes húmedos y umbríos, márgenes de cursos de agua, en substrato arenoso o pizarroso; a una altitud de 90-1600 metros en el noroeste de la península ibérica.

## Curiosidad
Un estudio de 2011 encontró que el ADN de su pariente más cercano es Myosotidium hortensium a pesar de que se produce sólo en las Islas Chatham, lo que sugiere la dispersión a extremadamente larga distancia de las semillas aladas.  Los dos géneros divergieron entre 3.64 y 22.45 Ma. Las dos secuencias genéticas difieren en un 5,3%.

## Taxonomía
Omphalodes nitida fue descrita por Hoffmanns. & Link y publicado en Flore portugaise ou description de toutes les ... 1: 194, t. 25. 1811.
Sinonimia
- Picotia nitida Roem. & Schult.[4]